# Ed Asner
Eddie Asner (født 15. november 1929, død 29. august 2021) var en amerikansk film-, tv-, teater- og stemmeskuespiller. Han var formand for Screen Actors Guild og er bedst kendt for sin rolle som Lou Grant i The Mary Tyler Moore Show og dennes spin-off Lou Grant, samt som stemmelægger til figuren Carl Fredricksen i Pixars prisvindende film, Op. Asner havde en rolle i Elvis-filmen Change Of Habit fra 1969.

## Udvalgt filmografi

### Film
| År   | Titel            | Rolle            | Note(r) |
| ---- | ---------------- | ---------------- | ------- |
| 1962 | Kid Galahad      | Frank Gerson     |         |
| 1966 | El Dorado        | Bart Jason       |         |
| 1969 | Change Of Habit  | Lt. Moretti      |         |
| 1986 | For fulde (h)jul | Horace McNickle  | tv-film |
| 1991 | JFK              | Guy Banister     |         |
| 2003 | Elf              | Julemanden       |         |
| 2009 | Op               | Carl Fredricksen | stemme  |

### Tv-serier
| År      | Titel                     | Rolle        | Note(r)    |
| ------- | ------------------------- | ------------ | ---------- |
| 1970-77 | The Mary Tyler Moore Show | Lou Grant    | 166 afsnit |
| 1977    | Rødder                    | Capt. Davies | 2 afsnit   |
| 1977-82 | Lou Grant                 | Lou Grant    | 114 afsnit |